# سارة كروكر كونواي
سارة كروكر كونواي (بالإنجليزية: Sarah Crocker Conway)‏ هي ممثلة أمريكية، ولدت في 1834، وتوفيت في 1875.